# Бабина Гора (пам'ятка)
Ба́бина Гора́ — городище X–XIII століть, розташоване на північно-східній околиці міста Олевськ Коростенського району Житомирської області. Є залишком давньоруського укріпленого пункту древлян.

## Розташування
Городище «Бабина Гора» розташоване на останці, що виступає в заплаву річки Уборть. Майже з усіх боків, за винятком напільного, городище омивається водами Уборті та її невеликої притоки. З напільного (польового) боку збереглися залишки рову, схил над яким ескарповано. По внутрішньому краю схилу споруджено дугоподібний вал, висота якого з внутрішнього боку становить у середньому 2–3 метри.
Майданчик городища має овальну форму, його розміри становлять 44 × 54 м, а загальна площа — близько 0,14–0,19 га. На захід від городища зафіксовано залишки селища IX – початку XI століття, що простягалося на 250 метрів уздовж правого берега притоки Уборті.

## Історія
Городище виникло у X столітті як стратегічно-оборонний пункт місцевого населення — древлян. У літописах про древлянські «гради» X століття воно згадується як добре укріплений пункт.
Перші відомості про городище були опубліковані в «рос. Археологической карте Волынской губернии» В. Б. Антоновича, який зазначив, що «за 2,5 версти від містечка в урочищі Городище» є городище круглої форми.
У 1970-х роках городище досліджував М. П. Кучера. Він склав його план, описав оборонні елементи (рів, вал, в'їзд) та, на основі знайдених матеріалів, датував пам'ятку IX–XI століттями. Інші дослідники, зокрема А. В. Куза, датували городище XII–XIII століттями.
З 2009 року на городищі проводить дослідження Житомирська археологічна експедиція Інституту археології НАН України під керівництвом А. В. Петраускаса.

### Оборонні споруди
Археологічні дослідження 2011 року показали, що оборонні споруди городища є складними і будувалися у два періоди:
1. Давньоруський період (X–XIII ст.): Укріплення складалися з рову та дерево-земляної стіни. Стіна була зведена у вигляді двох рядів дерев'яних зрубів («городень»), заповнених суглинком та піском, видобутими при копанні рову. Ці укріплення були знищені сильною пожежею.
2. Литовський період (XIV–XV ст.): На залишках давньоруських укріплень було зведено нову оборонну лінію. Було створено насипний вал без внутрішніх дерев'яних конструкцій. Зовнішній схил валу був дуже крутим (70°), а зверху його вкривав шар жорстви, що виконував роль панцира, який запобігав зсувам. На внутрішньому боці валу була кам'яна бруківка для зручного пересування воїнів.

Ці дослідження показали, що те, що візуально виглядає як єдиний вал, насправді є залишками укріплень двох різних історичних епох.

### Колодязь
На майданчику городища, біля валу, розташована западина діаметром близько 6 метрів, яка є залишками давнього колодязя. У 2017 році Житомирська археологічна експедиція провела розкопки цього колодязя, досягнувши глибини 9 метрів (з можливістю заглиблення ще на 3 метри).
Колодязь, що датується X століттям, має унікальну триконтурну зрубну конструкцію. Під час розкопок було знайдено велику кількість артефактів VIII–IX століть. У 2017 році розпочалися роботи з укріплення стін колодязя з використанням дубової основи, щоб відтворити давні технології. Після завершення робіт планується створення оглядового майданчика та надання доступу до води з колодязя, який вважається найстарішим в Україні.